# Jean Glavany
Pour les articles homonymes, voir Glavany.
Jean Glavany, né le 14 mai 1949 à Sceaux (Seine, aujourd'hui Hauts-de-Seine), est un homme politique français. Proche collaborateur de François Mitterrand, il fut son chef de cabinet lors de son premier septennat présidentiel. Secrétaire d'État à l'Enseignement technique (1992-1993), ministre de l'Agriculture et de la Pêche (1998-2002), il a par ailleurs été député pendant vingt ans, élu à cinq reprises dans les Hautes-Pyrénées.

## Biographie

### Jeunesse et études
Jean Glavany est le fils de Monique Barret (1923-2017) et du général de corps aérien Roland Glavany (1922-2017). Il suit une licence d'économie et une licence de sociologie en 1972,. Il est diplômé de l'Institut d'études politiques de Paris en 1975. En 1977, il obtient un doctorat en économie urbaine. Sa thèse s'intitule Les coûts sociaux de la croissance urbaine : pour une ébauche d'une grille d'indicateurs et d'une comptabilité sociale de la ville.

### Parcours politique
Entré au PS en 1973, sa carrière politique débute réellement à Issy-les-Moulineaux en 1979 lorsque François Mitterrand vient le soutenir aux élections cantonales. Le Premier secrétaire du Parti socialiste décide alors de faire de lui un de ses plus proches collaborateurs. Il est son chef de cabinet lorsque celui-ci accède à la présidence et le restera tout le premier septennat.
Élu local, il est maire de Maubourguet de 1989 à 1998 (date de son entrée au gouvernement), et siège un an (1992-1993) au conseil régional de Midi-Pyrénées. Élu également en 1992 au conseil général des Hautes-Pyrénées, il en assurera la vice-présidence pendant 10 ans.
D'avril 1992 à mars 1993, il est Secrétaire d'État à l'Enseignement technique auprès du ministre de l'Éducation nationale Jack Lang dans le gouvernement Bérégovoy.
De 1993 à 1998 puis de 2002 à 2012, Jean Glavany est député de la 3e circonscription des Hautes-Pyrénées. En 1998, il entre au gouvernement Jospin comme ministre de l'Agriculture et de la pêche. Après la défaite de Lionel Jospin à l'élection présidentielle d'avril 2002 (dont il est le directeur de campagne), il redevient député lors des législatives qui suivent.
Président du Grand Tarbes (2001-2008), il annonce le 21 septembre 2007 dans La Nouvelle République des Pyrénées qu'il se présente aux élections municipales à Tarbes. La liste Construisons l'avenir de Tarbes qu'il conduit à cette occasion recueille 38,32 % des voix lors du premier tour du scrutin le 9 mars 2008, et accuse un retard de 9,10 points face à son adversaire Gérard Trémège, maire UMP sortant (47,42 % des voix). Il est finalement battu au second tour de l'élection municipale de Tarbes, le 16 mars 2008, ne recueillant que 45,66 % des suffrages. Il fait le choix de siéger dans l'opposition municipale par respect pour les électeurs lui ayant accordé leur confiance.
Le 14 avril 2011, il annonce qu'il démissionne du conseil municipal de Tarbes afin de ne pas cumuler avec son mandat de conseiller général.
Député des Hautes-Pyrénées, il de nouveau élu en 2012 mais dans la 1re circonscription. Il est secrétaire national à la laïcité dans le bureau du Parti socialiste.
Candidat à la présidence de l'Assemblée nationale en 2012, il affirme à propos de sa rivale Élisabeth Guigou que « c’est l’adéquation d’un homme pour le poste qui compte, et cela ne se mesure pas à la longueur des cheveux ou de la jupe ». Ces propos suscitent la colère de plusieurs associations féministes qui dénoncent des propos sexistes,, propos dont il s'excuse publiquement précisant avoir « répondu maladroitement à une question ». Arrivé second à l'issue du premier tour de vote, loin derrière Claude Bartolone, il se retire au profit de ce dernier.
Jean Glavany est membre du conseil d'administration de l'Institut François-Mitterrand ainsi que du comité stratégique du groupe Bolloré de 2003 à 2013. Il est aussi secrétaire général de l'Institut du cerveau et de la moelle épinière (ICM) qui récolte des fonds pour la recherche, aux côtés du professeur Gérard Saillant et de Jean Todt.
En mars 2015, il est élu conseiller départemental du canton d'Aureilhan en tandem avec Geneviève Isson.
En 2017, Jean Glavany soutient au premier tour Benoit Hamon à l'élection présidentielle puis pour le second Emmanuel Macron,. Aux élections législatives de juin 2017, candidat à sa réélection, il est éliminé au premier tour avec 14,61 % des voix ; le candidat LREM Jean-Bernard Sempastous lui succède à l'issue du second tour.
Candidat pour intégrer le comité directeur de la Ligue nationale de rugby en mars 2025, il n'est pas élu par l'assemblée générale,.

## Détail des fonctions et des mandats

### Elysée
- 1981 - 1988 : chef de cabinet du président de la République François Mitterrand

### Fonctions ministérielles
- 5 avril 1992 - 29 mars 1993 : secrétaire d'État chargé de l'enseignement technique auprès du ministre d'État, ministre de l'Éducation nationale et de la Culture dans le gouvernement Pierre Bérégovoy
- 20 octobre 1998 - 25 février 2002 : ministre de l’agriculture et de la pêche dans le gouvernement Lionel Jospin

### Mandats parlementaires
- 2 avril 1993 - 21 avril 1997 : député de la 3e circonscription des Hautes-Pyrénées
- 1er juin 1997 - 20 novembre 1998 : député de la 3e circonscription des Hautes-Pyrénées
- 13 juin 1997 - 20 octobre 1998 : vice-président de l'Assemblée nationale[20]
- 19 juin 2002 - 17 juin 2012 : député de la 3e circonscription des Hautes-Pyrénées
- 17 juin 2012 - 20 juin 2017 : député de la 1re circonscription des Hautes-Pyrénées

### Mandats locaux
- 20 mars 1989 - octobre 1998 : maire de Maubourguet
- 23 mars 1992 - 27 juin 1993 : conseiller régional de Midi-Pyrénées
- 30 mars 1992 - 15 juillet 2002 : vice-président du conseil général des Hautes-Pyrénées
- 1er janvier 2001 - 16 mars 2008 : président du Grand Tarbes
- 19 mars 2001 - 16 mars 2008 : conseiller municipal d'Aureilhan
- 16 mars 2008 - 14 avril 2011 : conseiller municipal de Tarbes
- 2 avril 2011 - 27 juin 2021 : conseiller général puis départemental du canton d'Aureilhan

### Autres fonctions
- 1988 - 1992 : préfet (nommé) chargé de l'organisation des Jeux olympiques d'Albertville[21],[22]
- vice-président de l'Association de promotion et de fédération des pays
- président de l'Office public de l’habitat des Hautes-Pyrénées

## Famille
- Son père, le général de corps aérien Roland Glavany, fut pilote d'essai, et effectua notamment le premier vol des Mirage III et Mirage IV, puis commandant des écoles de l'armée de l'air[23].
- Son fils Mathieu Glavany (né en 1977) est un joueur de rugby à XV professionnel.

## Décorations
- Chevalier de la Légion d'honneur le 1er janvier 2020[24],[25]
- Commandeur de l'ordre du Mérite agricole ex officio en tant que ministre de l'Agriculture, président du conseil de l'ordre (1998)[26]
- Commandeur de l'ordre du Mérite maritime ex officio, en tant que ministre chargé des affaires maritimes[27]

## Ouvrages
- Avec Dominique Duvauchelle, Sport et Socialisme, Paris, Albatros, coll. « Sport », 1981, 191 p. (BNF 34741682)
- Vers la nouvelle République, ou Comment moderniser la constitution, Paris, Éditions Grasset et Fasquelle, 1991, 220 p. (ISBN 978-2-246-45211-9)
- Mitterrand, Jospin et nous, Paris, Éditions Grasset et Fasquelle, 1998, 302 p. (ISBN 978-2-246-55191-1)
- Politique folle, Paris, Éditions Grasset et Fasquelle, 2001, 280 p. (ISBN 978-2-246-61711-2)
- Avec Claude Sérillon, Le cap et la route, Toulouse, France, Éditions Privat, 2005, 364 p. (ISBN 978-2-7089-4420-6)
- Avec François Cante-Pacos, A fleur d'îles, Montreuil, France, Éditions Gourcuff Gradenigo, 2009, 50 p. (ISBN 978-2-35340-058-4)
- La laïcité : un combat pour la paix, Paris, Éditions Héloïse d'Ormesson, 2011, 267 p. (ISBN 978-2-35087-177-6)
- La mer est toujours ronde, Paris, Éditions Héloïse d'Ormesson, 2014, 219 p. (ISBN 978-2-35087-269-8)
- 3000 ans après Ulysse, Edisens, 2021 (ISBN 2351133684)